# Bartolomeo Pollastri

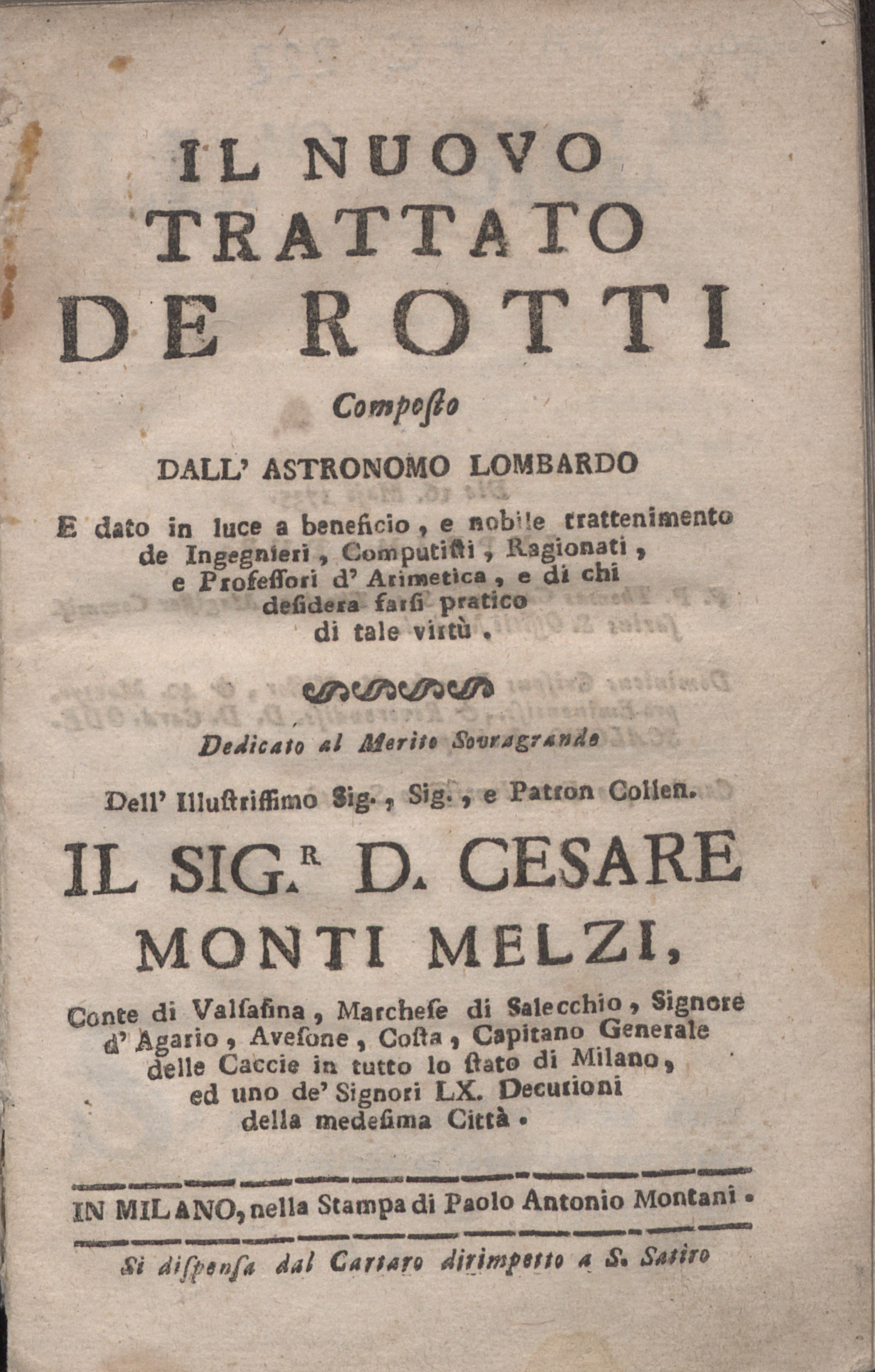
Nuovo trattato de' rotti, 1735

Bartolomeo Pollastri (... – XVIII secolo) è stato un matematico e astronomo italiano.

## Opere
- Nuovo trattato de' rotti, Milano, Paolo Antonio Montano, 1735.
- Scuola di geometria pratica, Milano, Paolo Antonio Montano, 1744.
- Proseguimento del vero modo di conteggiare all'uso mercantile moderno dalla regola del tre fino alla falsa posizione doppia, Milano, Paolo Antonio Montano, 1781.